# Linia kolejowa nr 840
Linia kolejowa nr 840 – pierwszorzędna, jednotorowa, zelektryfikowana linia kolejowa łącząca rejon KHA z rejonem KHB stacji Kielce Herbskie.
Linia umożliwia prowadzenie ruchu pociągów towarowych na rejony towarowe stacji Kielce Herbskie zarówno z kierunku Szczukowic, jak i stacji Kielce.